# Bukit Karang Putih
Bukit Karang Putih är ett berg i Indonesien.   Det ligger i provinsen Aceh, i den västra delen av landet, 1 500 km nordväst om huvudstaden Jakarta. Toppen på Bukit Karang Putih är 190 meter över havet.
Terrängen runt Bukit Karang Putih är varierad. Runt Bukit Karang Putih är det ganska tätbefolkat, med 155 invånare per kvadratkilometer. I omgivningarna runt Bukit Karang Putih växer i huvudsak städsegrön lövskog.